# Gomes Mendes de Briteiros
Gomes Mendes de Briteiros (1160 -?) foi um nobre e Cavaleiro medieval do Reino de Portugal, tendo sido Senhor da Casa de Silva pelo casamento.
D. Gomes usou o apelido Briteiros por viver na Quinta e Solar de Briteiros, freguesia de Salvador de Briteiros no termo de Guimarães.

## Relações familiares
Foi filho de Mem Pires de Longos (1120 -?) e de Marinha Gomes Guedeão (1120 -?), filha de Gomes Mendes Guedeão (1070 - ?) e de Mór Gomes (1080 -?), filha de Paio Peres Romeu e de Godo Soares da Maia (? - 1133). 
Casou com D. Urraca Gomes da Silva (1160 -?) filha de D. Gomes Pais da Silva (1120 -?) e de Urraca Nunes Velho (1130 -?), de quem teve:
1. D. Rui Gomes de Briteiros (1200 -?) casou em 1225 com D. Elvira Anes da Maia, filha de  João Pires da Maia (1180 -?), que teve a Tenência da Maia e de Guiomar Mendes de Sousa (1190 -?)
2. D. Gonçalo Gomes de Briteiros,
3. D. Maria Gomes de Briteiros casou com Nuno Martins de Chacim (? - 1284) que teve a tenência de Bragança entre 1265 e 1284 e foi filho de D. Martim Pires de Chacim (1185 - 1258) e de Froile Nunes de Bragança.